# Lipsothrix shasta
Lipsothrix shasta är en tvåvingeart som beskrevs av Alexander 1946. Lipsothrix shasta ingår i släktet Lipsothrix och familjen småharkrankar. Inga underarter finns listade i Catalogue of Life.